# 佛理碘泡虫
佛理碘泡虫（学名：Myxobolus follius）为碘泡科碘泡虫属的动物。分布于俄罗斯以及湖北、湖南、江苏、黑龙江等，营寄生生活，寄生在鳃（鲫、非鲫、拟赤梢鱼）、膀胱（梭）。